# Хайнцерлинг, Линн
Линн Хайнцерлинг (англ. Lynn Heinzerling, 23 октября 1906 года — 21 ноября 1983 года) — международный репортёр Associated Press, в 1955 году возглавивший Ассоциацию аккредитованных корреспондентов при ООН. В 1961 году Хайнцерлинг получил Пулитцеровскую премию за освещение кризиса в Конго и анализ событий в других частях Африки.

## Биография
Линн Хайнцерлинг родился в Бирмингеме, хотя свою карьеру журналиста начал в Кливленде после обучения в Университете Акрона и Уэслианском университете. В 1928 году он присоединился к штату репортёров местной газеты Plain Dealer, через пять лет перевёлся в филиал Associated Press. По заданию редакции в 1937 году он освещал наводнение в Иллинойсе, забастовку рабочих металлургической отрасли и серию убийств «Кливлендского мясника». На следующий год журналиста отправили в Берлин, где он вёл репортажи предвоенного периода. 1 сентября 1939 года он находился в Гданьске, где помогал освещать ранние этапы немецкой оккупации. Продвигаясь вместе с британскими войсками и 5-й американской дивизией, журналист освещал события в Италии. В последующие годы он вёл репортажи из Вены, Хельсинки, Копенгагена, Парижа, Мадрида, Лиссабона, Рима, Лондона, а также Женевы, где с 1948 года занимал пост главного редактора бюро Associated Press. Одновременно Хайнцерлинг присоединился к Ассоциации аккредитованных корреспондентов при ООН и к 1955 году стал её президентом.
В 1957 году корреспондент возглавил отделение Associated Press в Йоханнесбурге и в дальнейшем сосредоточился на освещении событий на Африканском континенте. За работу в опасных условиях на первых стадиях кризиса в Конго и в других африканских странах журналист получил Пулитцеровскую премию за международный репортаж 1961 года. Через два года он поселился в Огайо, чтобы возглавить местное бюро Associated Press. Но в последние годы своей карьеры Хайнцерлинг вернулся в Африку в качестве международного корреспондента. Выйдя на пенсию в 1971 году, он переехал в Элирию, где скончался через двенадцать лет. Посмертно корреспондент был внесён в список кливлендского Зала славы журналистов.

## Личная жизнь
В 1934 году Хайнцерлинг женился на Агнес Денгайт. У пары родился сын Ларри, который после стажировки в Plain Dealer начал собственную карьеру в Associated Press.